# Emil Jannings
Emil Jannings, geboren als Theodor Friedrich Emil Janenz (Rorschach (Zwitserland), 23 juli 1884 - Strobl (Oostenrijk), 2 januari 1950) was een acteur, en de eerste winnaar van een Oscar voor beste acteur. In mei 1929 won hij een Oscar voor twee films, The Way of All Flesh en The Last Command. Andere bekende films waarin Jannings speelde zijn The Last Laugh en Othello, de filmversie van het toneelstuk van Shakespeare, en Der blaue Engel, de film uit 1930 die Marlene Dietrich beroemd maakte.

## Biografie
Jannings was de zoon van een Duitse moeder en Amerikaanse vader, die een theateracteur was. Nadat hij in succesvolle films als The Way of All Flesh en The Last Command had gespeeld in Hollywood, keerde hij in de jaren 30 terug naar Europa. De geluidsfilm was namelijk in opkomst en Jannings was door zijn zeer sterk aanwezige Duitse accent slecht verstaanbaar. In 1930 speelde hij in de Duitse film Der blaue Engel, samen met Dietrich. Deze film werd een klassieker. Jannings speelde in 80 films (van 1914 tot in 1945).

In de jaren 30 en begin jaren 40 speelde Jannings mee in enkele nazi-films, waarin de nazi-ideeën werden uitgedragen. Deze rollen zorgen ervoor dat Jannings niet meer terug kon keren naar Hollywood. Na zijn pensioen trok Jannings zich terug in zijn boerderij in Oostenrijk. Hij had daar een eenzaam bestaan. Op 2 januari 1950 overleed hij in Strobl in Oostenrijk, op 65-jarige leeftijd, aan kanker.
Zijn Oscar staat nu in het Berlijns filmmuseum.

## Filmografie
- 1914: Im Schützengraben
- 1915: Frau Eva
- 1916: Passionels Tagebuch
- 1916: Aus Mangel an Beweisen
- 1916: Das Leben ein Traum
- 1916: Der Zehnte Pavillon der Zitadelle
- 1916: Die Bettlerin von St. Marien
- 1916: Arme Eva
- 1916: Im Angesicht des Toten
- 1916: Nächte des Grauens
- 1916: Stein unter Steinen
- 1917: Unheilbar
- 1917: Das fidele Gefängnis
- 1917: Das Geschäft
- 1917: Der Ring der Giuditta Foscari
- 1917: Die Ehe der Luise Rohrbach
- 1917: Die Seeschlacht
- 1917: Lulu
- 1917: Wenn vier dasselbe tun
- 1918: Die Augen der Mumie Ma
- 1918: Fuhrmann Henschel
- 1918: Keimendes Leben
- 1918: Nach zwanzig Jahren
- 1919: Der Mann der Tat
- 1919: Die Tochter des Mehemed
- 1919: Madame Dubarry
- 1919: Rose Bernd
- 1919: Vendetta
- 1920: Die Brüder Karamasoff
- 1920: Algol – Tragödie der Macht
- 1920: Kohlhiesels Töchter
- 1920: Anna Boleyn
- 1920: Colombine. Die Braut des Apachen
- 1920: Das große Licht
- 1920: Der Schädel der Pharaonentochter
- 1921: Danton
- 1921: Der Schwur des Peter Hergatz
- 1921: Der Stier von Olivera
- 1921: Die Ratten
- 1922: Das Weib des Pharao
- 1922: Othello
- 1922: Peter der Große
- 1923: Tragödie der Liebe
- 1923: Alles für Geld (ook productie)
- 1924: Das Wachsfigurenkabinett
- 1924: Quo Vadis?
- 1924: Der letzte Mann
- 1924: Nju
- 1925: Tartüff
- 1925: Varieté
- 1925: Liebe macht blind
- 1926: Faust – eine deutsche Volkssage
- 1927: Der Weg allen Fleisches
- 1928: Der Patriot
- 1928: Sein letzter Befehl
- 1928: Sins of the Fathers
- 1928: Street of Sin
- 1929: Betrayal
- 1930: Der blaue Engel
- 1930: Liebling der Götter
- 1930: The Blue Angel (Engelse versie)
- 1931: Stürme der Leidenschaft
- 1933: König Pausole
- 1934: Der schwarze Walfisch
- 1935: Der alte und der junge König
- 1935: Traumulus
- 1937: Der Herrscher
- 1937: Der zerbrochene Krug
- 1939: Robert Koch, der Bekämpfer des Todes
- 1939: Der letzte Appell (onvoltooid)
- 1941: Ohm Krüger
- 1942: Die Entlassung
- 1943: Altes Herz wird wieder jung
- 1945: Wo ist Herr Belling? (onvoltooid)